# Neusig
Neusig ist ein Gemeindeteil der Stadt Waischenfeld im Landkreis Bayreuth (Oberfranken, Bayern). Neusig liegt in der Gemarkung Hannberg.

## Lage
Das Dorf liegt etwa zwei Kilometer von Zeubach, rund fünf Kilometer von Waischenfeld und ungefähr 20 Kilometer von Bayreuth entfernt.

## Geschichte
Nach dem historischen Ortsnamenbuch von Bayern wurde der Ort 1362 erstmals erwähnt. In einer Urkunde heißt es: „Otto de Aufsez habet pro burghuta unam curiam Newsetz quam burghutam in Weischenvelt deserviet.“ 1520/25 hieß der Ort „Newßes“, seit 1692 Neusig.
Das Haus Nummer 6 ist eine der ältesten in der Umgebung. Schon um das 16. Jahrhundert sollen dieses Haus und die übrigen Hofgebäude errichtet worden sein. Die Gründer waren der Graf und Ritter von Burgstuhl und Graf Hollmann, der seinen Besitz auf dem Holleberg (Hollmannsberg) hatte. Der eigentliche Besitzer des Hofes war der Graf von Burgstuhl. Es war der Sitz des zu seiner Zeit dort lebenden Vogtes. 
Ende des 17. Jahrhunderts drangen Raubritter in die Gegend ein. Graf von Burgstuhl wurde besiegt und gefangen genommen. Das Kriegsvolk plünderte und brandschatzte die Gegend. Infolge der Plünderung musste auch der Landvogt des Grafen von Burgstuhl seinen Sitz verlassen und fliehen. Der große Wachtturm hinter dem heutigen Backofen wurde abgebrochen und ausgeraubt. Lange Jahre hindurch waren noch Überreste zu sehen. Das Dorf war verfallen und vollkommen verödet. 
Am Anfang des 18. Jahrhunderts wanderten Täufer ein und ließen sich nieder. Nach mehreren Jahren war wieder ein kleines Dorf entstanden.